# 水車館の殺人
『水車館の殺人』（すいしゃかんのさつじん）は、推理作家・綾辻行人の二作目の作品であり、長編推理小説。館シリーズの第二作である。

## あらすじ
古城を思わせる異形の屋敷「水車館」。
それは一年前の嵐の夜。塔から落ちた一人の女、およそ不可能な状況で消失した一人の男、盗まれた一枚の絵。その事件はひとつの「解決」のうちに葬り去られたはずだった。しかし、探偵・島田潔が訪れたとき、再び惨劇は幕を開ける。

## 登場人物
島田 潔（しまだ きよし）
本作における探偵。古川とは大学時代に親交があり、彼を「つねひと」ではなく「こうじん」と呼ぶ。

### 水車館
藤沼 一成（ふじぬま いっせい）
故人。「幻視者」といわれた画家。莫大な遺産と「水車館」を残した。
藤沼 紀一（ふじぬま きいち）
藤沼一成の息子。過去のある事故で顔と手足に深い傷を負ったため、仮面をつけ、車椅子生活となり、由里絵と共に「水車館」に隠棲している。
藤沼 由里絵（ふじぬま ゆりえ）
藤沼紀一の妻。藤沼一成の弟子の柴垣浩一郎の娘。柴垣浩一が病気で死亡した時に藤沼紀一が由里絵を引き取り、後に結婚する。
倉本 庄司（くらもと しょうじ）
執事。自分は「水車館」そのものに仕えていると考える初老の男。
根岸 文江（ねぎし ふみえ）
住み込みの使用人。元看護婦であり、紀一の生活面のサポートをほぼ一手に引き受けていた。一年前の事件で塔のバルコニーから落下して死亡している。
野沢 朋子（のざわ ともこ）
通いの使用人。あまり他人に干渉しない。

### 藤沼紀一の友人
正木 慎吾（まさき しんご）
藤沼紀一の大学の後輩であり友人。紀一が大怪我を負った事故の際、車に同乗していた。半年前から水車館で暮らしている。かつて藤沼一成に師事し、将来を期待された画家だった。
大石 源造（おおいし げんぞう）
美術商。大声で喋る癖がある。
森 滋彦（もり しげひこ）
Ｍ＊＊大学の美術史教授。聴力が弱く、補聴器を内蔵した眼鏡をつけている。
三田村 則之（みたむら のりゆき）
外科病院を経営する外科医師。スマートな物腰の青年。
古川 恒仁（ふるかわ つねひと）
藤沼家の菩提寺の副住職。一年前の事件の夜に失踪している。

## 書籍情報
- 講談社ノベルス：1988年2月5日　ISBN 4-06-181345-5
- 講談社文庫：1992年3月15日　ISBN 4-06-185099-7
- 講談社文庫《新装改訂版》：2008年4月15日　ISBN 978-4-06-276032-4
- YA!ENTERTAINMENT：2010年2月26日　ISBN 978-4-06-269428-5

綾辻は新装改訂版のあとがきで、先に発売された『十角館の殺人』の新装改訂版に続いて、「この『水車館』も、本書をもって決定版としたい」と述べている。

## 館シリーズ
- 十角館の殺人（1987年9月）
- 水車館の殺人（1988年2月）
- 迷路館の殺人（1988年9月）
- 人形館の殺人（1989年4月）
- 時計館の殺人（1991年9月）
- 黒猫館の殺人（1992年4月）
- 暗黒館の殺人（2004年9月）
- びっくり館の殺人（2006年3月）
- 奇面館の殺人（2012年1月）